# 尼倫斯多夫
尼倫斯多夫（德語：Nürensdorf）是瑞士联邦苏黎世州比拉赫区的市镇。该市镇面积为10.09平方千米，海拔高度502米，2018年12月31日人口数为5,629。

## 外部連結
- 尼伦斯多夫官方网站 （页面存档备份，存于） （德文）